# 罗斯季斯拉夫·雅罗斯拉维奇 (斯诺夫)

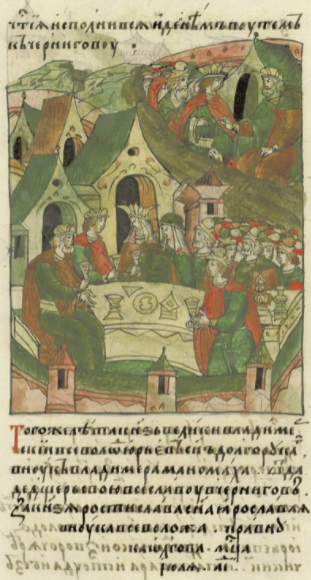
描绘罗斯季斯拉夫·雅罗斯拉维奇与尤里耶维奇家进行政治联姻的图画。

罗斯季斯拉夫·雅罗斯拉维奇（Ростислав Ярославич，1174年6月24日—？）古罗斯王公，斯诺夫王公（约到1215年）。
罗斯季斯拉夫·雅罗斯拉维奇是切尔尼戈夫公王朝的成员，系切尔尼戈夫王公雅罗斯拉夫·弗谢沃洛多维奇之子。他是历史上唯一一个被分封到斯诺夫的王子。
1187年6月，作为他父亲的政治交易的一部分，罗斯季斯拉夫·雅罗斯拉维奇与弗拉基米尔大公弗谢沃洛德·尤里耶维奇的女儿结婚，以巩固两家的联盟。